# Igornella
Genre
Igornella est un genre fossile de poissons à nageoires rayonnées de la famille également fossile des Igornichthyidae qui ont vécu du Gzhélien à l’Assélien.

## Liste des espèces
Selon Paleobiology Database (10 novembre 2023) :
- † Igornella comblei Heyler, 1969 − espèce type
- † Igornella montcellensis Heyler & Poplin, 1994

## Répartition
Des restes fossiles d’Igornella ont été mis au jour en France (deux collections en Bourgogne et une en Saône-et-Loire).

## Classification
Le nom valide complet (avec auteur) de ce taxon est Igornella Heyler (d), 1969.

### Publication originale
- [1969] Daniel Heyler, Vertébrés de l'autunien de France, Paris, coll. « CNRS », 1969, 1-259, 26 pl. (SUDOC 009004572).